# Angszoc
Angszoc (Ingsoc, Angol Szocializmus) George Orwell 1984 című regényében Óceánia államideológiája. Diktatórikus rendszer, feje a Nagy Testvér, a mindenhol jelen levő pártvezér, alatta helyezkedik el a Belső Párt (viszonylag kevés taggal) és a Külső Párt (magas taglétszámmal). A párttagok Óceánia állampolgárai, alattuk helyezkednek el a semmilyen joggal nem rendelkező, bár Óceánia lakosságának 85%-át kitevő proletárok. Az Angszoc alapelve a duplagondol. A duplagondolra jó példa a négy minisztérium elnevezése: Szeretetminisztérium (újbeszélül Miniszer, leginkább politikai foglyok börtöne) Bőség-minisztérium (Minibő, leginkább az a célja, hogy a nyomort még elviselhető keretek között tartsa), Béke-minisztérium (Minipax, az éppen aktuális ellenséggel viselt háborút irányítja) és az Igazság-minisztérium (Minigaz, propagandaminisztérium). A Párt jelszava is a duplagondol jegyében született: A háború: béke, a szabadság: szolgaság, a tudatlanság: erő. Tudatosan hamisítja a múltat a Párt érdekeinek megfelelően („Aki uralja a múltat, uralja a jövőt is. Aki uralja a jelent, uralja a múltat is.”), mind kisebb, mind nagyobb dolgokban. (Például azt tanítja, hogy a Párt találta fel a repülőgépet, holott a főhős úgy emlékszik, hogy gyermekkorában, még jóval a Párt előtt is voltak már, de a múlt évi gazdasági előrejelzéseket is a jelen állapothoz igazítják)
A Nagy Testvérről senki nem tudja, hogy valójában létezik-e, de ő a Párt jelképe, eszköz arra, hogy az emberek a Pártra ne mint szervezetre, hanem rajta keresztül egy szinte mindenható emberre gondoljanak. (Példa erre a plakátszöveg: „Nagy Testvér szemmel tart!”)
A Párt nagyon vigyáz arra, hogy uralma örökös legyen. Nem csinál senkiből mártírt. A politikai bűnösöket természetesen kivégzi, de előtte a foglyot annyira megtörik, hogy ő maga is elhiszi, hogy vétett a Párt ellen. A politikai foglyot „elgőzösítik”, vagyis likvidálása után visszamenőleg minden nyomát, képét megsemmisítik, és az iratokról a nevét eltávolítják. Gondosan felügyelik minden párttag gondolatait, a teleképeken át, sőt még gyermekeik által is (Minden gyermeket a Kémek elnevezésű mozgalomba tömörítenek, amely hasonlít az úttörőmozgalomhoz, és úgy nevelik, hogy gondolkodás nélkül feljelentsék a „gondolatbűnözőket”, akár saját szüleiket is. A nemi életet is kettészedik: „jószex” az érzelemmentes, pusztán gyermeknemzést szolgáló nemi élet, a másik véglet a „szexbűn”. A nyelv, az újbeszél is arra szolgál, hogy a nyelv csak a mindennapi gondolatcserére legyen alkalmas, politikai színezet nélkül (lásd: kacsabeszél)
A Párt folyamatosan háborúzik két nagy ellenfelének valamelyikével, Eurázsiával vagy Keletázsiával. Ha változik a politikai helyzet, az előző háború nyomait gondosan eltüntetik, újraírják a feljegyzéseket, minden létező nyomtatványt a jelenhez igazítva. A háború kizárólag a semleges területekért vagy az óceánon az úszó erődök között zajlik, kölcsönösen vigyáznak arra, hogy egymás területeit ne sértsék meg. A háború mindössze arra szolgál, hogy a népet folyamatosan a nyomor küszöbén tartsák, hogy ne legyen módjuk a Párt ellen szervezkedni. (Lehetséges például, hogy a Londonra eső rakétabombákat a Párt löveti ki, ezzel is háborús lázban tartva a lakosságot (bár mint annyi minden a regényben, ez sem derül ki egyértelműen)) A nép megfékezésének másik módja a naponta megtartott Két Perc Gyűlölet, vagy az évente egyszer megrendezett Gyűlölet Hete. Itt az emberek felgyülemlett gyűlöletüket élhetik ki az „ellenség” katonáin.
Van azonban egy a Párt ellen dolgozó titkos szervezet, a Testvériség. Vezetője Emmanuel Goldstein, célja a béke megteremtése és a Párt hatalmának megtörése. Hogy tényleg létezik-e ez a szervezet, illetve Goldstein él/élt-e valaha, az szintén nem derül ki, bár valószínűleg nem, hiszen ez is szerves része annak a jól kidolgozott világnak, amelyet a Párt hozott létre.

## Külső hivatkozások
- Flag-Burning: a Detriment to the Oceanian Way, a satire by Alexander S. Peak
- Students for an Orwellian Society
- Flags of Ingsoc and Neo-Bolshevism at Flags of the World